# Kolibri (videogioco)
Kolibri è uno videogioco sparatutto creato esclusivamente per Sega Mega Drive 32X. Il gioco fu progettato da Ed Annunziata e sviluppato da Novotrade (ora conosciuto come Appaloosa).

## Trama
Molto tempo fa, un cristallo dallo spazio profondo si incorporò alla Terra e incominciò a creare vita. Presto un altro cristallo simile si schiantò sulla Terra e incominciò a distruggere ciò che il primo cristallo aveva creato e cominciò a sottrarre la sua forza. Prima di essere completamente distrutto diede il suo potere a un colibrì solitario. Toccherà a questo colibrì salvare la Terra.

## Modalità di gioco
Il gioco è diviso in 20 livelli e per completarli alcuni richiedono determinati obbiettivi, come distruggere tutti i nemici o volare in un determinato punto e risolvere vari puzzle sempre più difficili. Il colibrì del giocatore può spostarsi attraverso campi fioriti, foreste e grotte in tutte le direzioni e dovrà combattere contro insetti come vespe, bruchi con un enorme arsenale di armi come raggi laser, conchiglie che esplodono in aria, ecc. che può raccogliere distruggendo nemici, ma non può distruggere nemici più grandi come rane e camaleonti e deve solo evitare di essere mangiato da loro. Per ripristinare la sua salute, il colibrì dovrà nutrirsi di polline dei fiori.